# Paul Seabright
Paul Bartlett Seabright (* 8. Juli 1958) ist ein britischer Ökonom. Er ist Professor für Wirtschaftswissenschaften an der Universität Toulouse I.

## Leben
Seabright studierte Ökonomie an der Oxford University (B.A., 1980; M.Phil., 1982) und promovierte dort 1988.

## Arbeit
Seabrights Forschungsinteressen umfassen Mikroökonomik, Organisationstheorie, Industrie- und Wettbewerbspolitik sowie Entwicklungs- und Transformationsökonomie.

## Bücher
- Merger in Daylight: the economics and politics of European merger control (mit Damien Neven und Robin Nuttall). London, Centre for Economic Policy Research, 1993.
- Competition Policy and the Transformation of Central Europe (mit John Fingleton, Eleanor Fox und Damien Neven). London, Centre for Economic Policy Research, August 1996.
- Trawling for Minnows: European Competition Policy and Agreements between Firms (mit Damien Neven und Pénélope Papandropoulos). London, Centre for Economic Policy Research, Juni 1998.
- The Institutional Economics of Foreign Aid (mit Bertin Martens, Uwe Mummert und Peter Murrell). Cambridge University Press, 2001.
- The Company of Strangers: A Natural History of Economic Life. Princeton University Press, Mai 2004 (überarbeitete Auflage 2010).